# منافق ۲
منافق ۲ (انگلیسی: Hypocrite 2) (به مالایی: Munafik 2) فیلم مالزیایی ترسناک فراطبیعی مالایی-زبان است که در سال ۲۰۱۸ اکران گردید، نویسندگی و کارگردانی این فیلم را شمس الیوسف برعهده داشت. این فیلم دنباله فیلم منافق (۲۰۱۶) است و دومین قسمت از فیلم سه‌گانه منافق می‌باشد. بازیگران اصلی فیلم شمس الیوسف، فیض فیروز، مایا کارین، نصیر بلال خان، فوزی نووی (Fauzi Nawawi)، ماوی، رحیم غزالی و بازیگر اندونزیایی ونی پانکا (Weni Panca) هستند.
فیلم در روز ۳۰ اوت ۲۰۱۸ اکران گردید و به موفقیت تجاری دست پیدا کرد، با فروشی بالغ بر ۴۸ میلیون رینگیت رتبه سوم پرفروش‌ترین فیلم بومی را کسب کرد.

## نکات
1. ↑  دو طرح از پوستر فیلم منافق ۲ وجود داشت